# بیل‌پوزه
بیل‌پوزه (نام علمی: Scapanorhynchus) نام یک سرده از تیره دیوکوسگان است.